# Matthijs van den Bergh
Matthijs van den Bergh (Ieper, 1618 – Alkmaar, 1687), ook Matthias Jansz. van den Bergh, of  Mathys vanden Berg genoemd, was een Vlaamse kunstschilder uit de Nederlandse Gouden Eeuw.

## Biografie
Volgens de De groote schouburgh der Nederlantsche konstschilders en schilderessen (1718, Arnold Houbraken) was zijn vader Jan van den Bergh een schilder uit Alkmaar afkomstig, die in Ieper voor Peter Paul Rubens werkte waar Matthijs werd geboren. Houbraken beweerde dat Jan een leerling was van Hendrick Goltzius vooraleer hij verhuisde en voor Rubens ging werken. Matthijs leerde het schilderen van zijn vader en ging later in het Rubenshuis in het atelier van Rubens werken.
Volgens het RKD was hij bij Rubens van 1630 tot 1640, ofwel als leerling of werkzaam in het atelier. In 1646 werd hij lid van de Alkmaarse Sint-Lucasgilde. Hij woonde van 1648 tot 1651 in Leiden en later terug in Alkmaar waar hij genoteerd staat als wonende in de Lombardsteeg.
Van den Bergh stierf in 1687 en werd op 17 november van dat jaar begraven in de Grote kerk van Alkmaar.

## Werk
Van den Bergh schilderde portretten, landschappen, genrestukken, soldaten en historische allegorieën. Hij mag niet worden verward met zijn tijdgenoot en schilder Mattheus Gillisz van den Berch uit Delft.

### Het schilderijJongetje op zijn doodsbed
Het schilderij Jongetje op zijn doodsbed, olieverf op paneel, is door Van den Bergh gemaakt rond 1658. Getoond wordt een overleden jongetje in zijn doodsbedje. De gebroken bloem in de linkerhand symboliseert de dood op jeugdige leeftijd. De lauriertak in de rechterhand staat symbool voor de bescherming tegen kwade geesten. Welgestelde ouders lieten vaak hun gezin portretteren. Als kinderen niet oud genoeg werden liet men alsnog van hen een portret maken op hun doodsbed. Het schilderij hangt in het Rubenshuis in Antwerpen.
- Biografisch Portaal: 82422244
- RKD-Nederlands Instituut voor Kunstgeschiedenis: 7175
- Union List of Artist Names: 500011797
- Virtual International Authority File: 95752855